# Buland Darwaza
Buland Darwaza (litt. « porte haute »), ou la « Porte de la victoire », a été construite en 1575 apr. J.-C. par l'empereur moghol Akbar pour commémorer sa victoire sur le Gujarat. C'est l'entrée principale de la Jama Masjid à Fatehpur Sikri, à 43 km d'Agra, en Inde,.
Buland Darwaza est un exemple majeur d'architecture moghole. Il affiche la sophistication et les sommets de la technologie dans l'empire d'Akbar,.

## Architecture

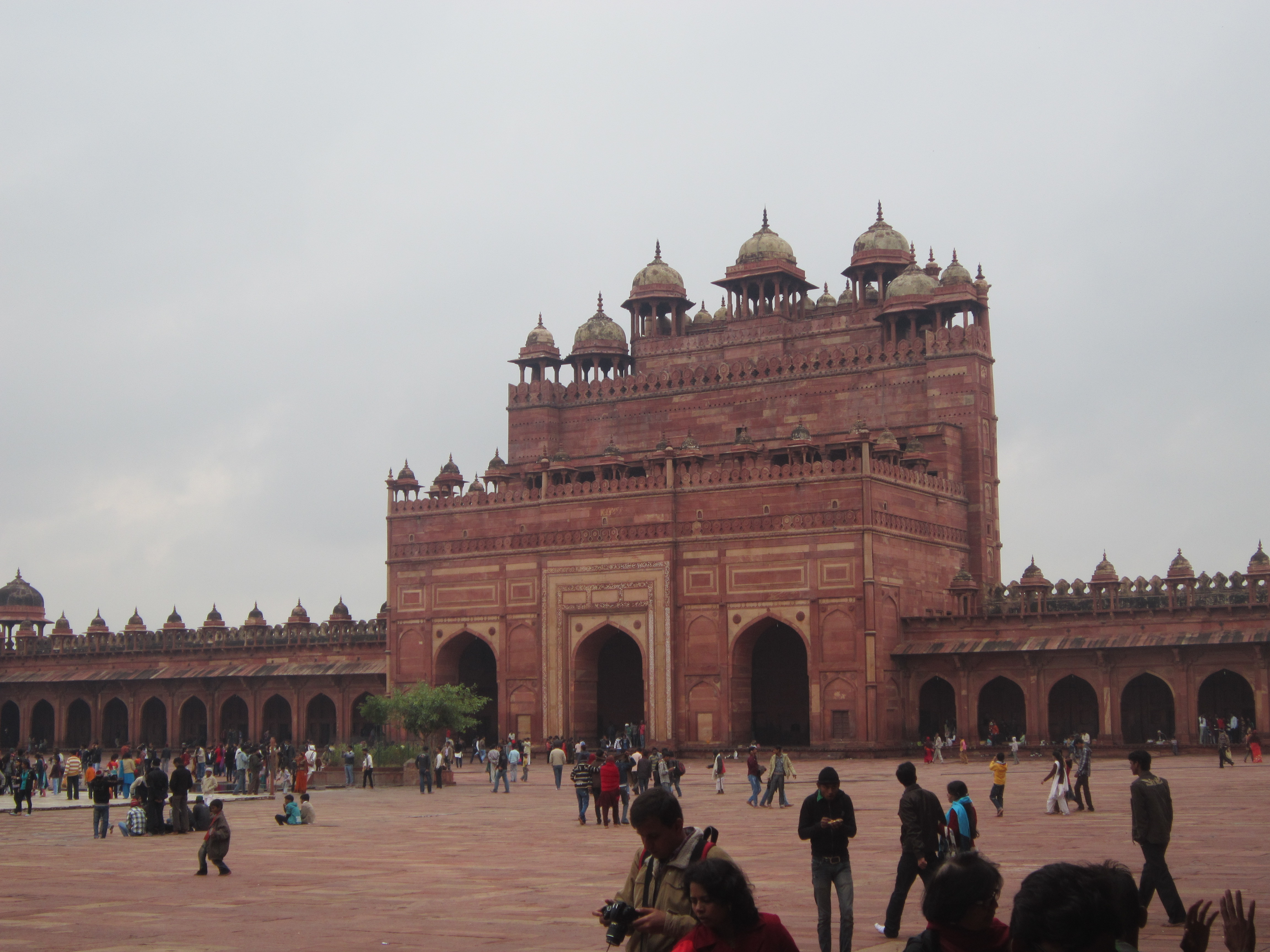
L'arrière du Buland Darwaza

Le Buland Darwaza est fait de grès rouge et chamois, décoré de marbre blanc et noir et est plus haut que la cour de la mosquée. Le Buland Darwaza est symétrique et est surmonté de grands kiosques autoportants, les chhatris, mais également de kiosques, de galerie de bord de terrasse sur le toit, de créneaux de bouclier stylisés, de petites flèches mineures et des incrustations de marbre blanc et noir. À l'extérieur, une longue volée de marches descend la colline donnant à la porte une hauteur supplémentaire. La hauteur totale de la structure est d'environ 54 mètres du niveau du sol. La porte haute de 15 étages agissait comme l'entrée sud de la ville de Fatehpur Sikri. L'approche de la porte se compose de 42 marches.
Il est de plan semi-octogonal avec deux ailes plus petites à trois étages de chaque côté. Il a trois kiosques sur son sommet entourés de treize kiosques en forme de dôme plus petits. L'arc principal se dresse au centre de trois côtés saillants et est surmonté d'un dôme. L'arc central est divisé en trois niveaux avec des rangées d'arcs plus petits.
La grande porte elle-même est simple. Les trois panneaux horizontaux de pierre chamois que l'on remarque dans le Badshahi Darwaza sont également présents ici. Les écoinçons en grès rouge uni sont encadrés de marbre blanc avec un ornement en forme de fleur incrusté de marbre blanc au sommet de l'arc, et une rosette plate, centrée avec le panneau étroit au-dessus, de chaque côté. L'ornement lobé, grand et audacieux en fait, mais petit et délicat vu d'en bas, est porté au-dessous du jaillissement de l'arc. Deux morceaux ont été cassés du côté gauche et huit du côté droit. L'arc présente trois ouvertures réelles bordées de panneaux décoratifs et superposées par trois autres ouvertures cintrées couronnées d'un demi-dôme,.
Une inscription persane sur l'arche orientale du Buland Darwaza enregistre la conquête de l'Uttar Pradesh Akbar et la victoire au Gujarat en 1573. Une inscription sur la face centrale du Buland Darwaza décrit l'ouverture religieuse d'Akbar.

## Inscription
Sur la porte principale, une inscription islamique écrite en persan dit « Isa ( Jésus ), fils de Marie a dit : « Le monde est un pont, passe-le, mais n'y construit pas de maisons. Celui qui espère un jour peut espérer l'éternité, mais le Monde ne dure qu'une heure. Dépensez-le dans la prière pour le reste est invisible ».  
Jésus conseillait à ses disciples de ne pas considérer le monde comme un foyer permanent et un espoir pour les choses du monde, car la vie humaine est de courte durée.
Des versets du Coran ont été gravés en naskh (écriture) le long du haut de la structure. Ceux-ci ont été dessinés par Khwaja Hussain Chishti, un disciple de Cheikh Salim Chishti .

## Objectif
Buland Darwaza ne faisait pas partie de la conception originale de la Jama Masjid, elle a été érigée par Akbar pour célébrer sa conquête du Gujarat en 1573.

## Voir également
- Taj Mahal
- Tombeau de Salim Chishti
- Ibadat Khana
- Mariam-uz-Zamani
- Naubat Khana
- Tombe de Humayun